# Schnakenbekämpfung am Oberrhein

Aedimorphus vexans, früherer Name Aedes vexans

Die Schnakenbekämpfung am Oberrhein (oder auch Stechmückenkontrolle und -bekämpfung am Oberrhein) erfolgt im kommunalen Verbund im Einzugsgebiet des Oberrhein-Aquifer. Das hauptsächliche Ziel ist es, die Population der endemischen Stechmückenarten für die Bevölkerung in zumutbaren Grenzen zu halten.

## Einzugsgebiet

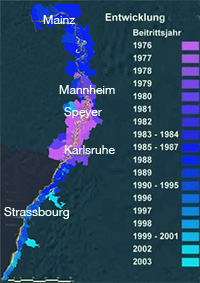
Entwicklung des Einsatzgebietes der Schnakenbekämpfung am Oberrhein (Quelle: KABS)

In pfälzischer, bairischer und badischer Mundart fälschlich als Schnaken bezeichnete Stechmücken (Culicidae) gehörten vor allem auch nach der Begradigung des mäandrierenden Oberrheins durch Johann Gottfried Tulla ab 1817 zum Alltag der Bevölkerung. Die massive hydrologische Umgestaltung des Flussraumes fand erst mit der Errichtung und Inbetriebnahme der Staustufe Iffezheim 1977 ihren Abschluss. Die vom Hauptstrom abgetrennten Altrheinarme verwandelten sich in Stillgewässer, auch Gießen genannt, und bilden eine der landschaftlich reizvollsten Kulturlandschaften in Europa. Vor allem zu Zeiten der Hochwasser im Frühjahr und Sommer entsteht eine Auenlandschaft durch Druckwasser des Rheins, Regenfälle und Schneeschmelze, in denen die Altrheinarme ein Vielfaches ihrer natürlichen Ausdehnung annehmen können und mit weiteren Überschwemmungsflächen als Brutstätte der Schnaken (Stechmücken) dienen, die sich ohne Bekämpfung in eine Plage verwandeln.
Bekämpft werden vor allem die Wiesen- und Auwaldmücken Aedimorphus vexans (früher auch als Aedes vexans oder auch Rheinschnake bezeichnet) und die Ochlerotatus sticticus, aber auch Waldmücken (Waldschnaken) wie Ochlerotatus cantans, Aedes communis, Aedes rusticus, Ochlerotatus punctor. Die Entstehung vieler, teilweise enormer temporärer Gewässer in den Überschwemmungszonen befördert dabei eine Massenentwicklung dieser Arten, deren Entwicklungszyklus Stillgewässer benötigt. Der Begriff Schnake und Schnakenbekämpfung wird in diesem Artikel als Sprachgebrauch beibehalten, meint aber zugleich immer Stechmücke und Stechmückenbekämpfung. Neben den zuvor angeführten Überschwemmungsmücken werden auch Hausschnaken, abhängig von der Mithilfe der Bevölkerung, bekämpft. Seit einigen Jahren gilt ein besonderes Augenmerk eingewanderten Arten wie der Asiatischen Tigermücke und endemischen Anophelesarten.
Im Einzugsgebiet der oberrheinischen Schnakenbekämpfung leben heute knapp drei Millionen Menschen. Das Einzugsgebiet reicht dabei im Süden von Sasbach bis Bingen im Norden und begleitet damit rund 300 km des Flusslaufs des Rheins. Die Brutarealflächen der Stechmücken umfassen dabei rund 60.000 Hektar, die teilweise im Überschwemmungsfall schwer zugänglich sind. Die Kosten der Bekämpfung belaufen sich dabei auf rund einen bis 1,5 Euro pro Einwohner und Jahr; Schwankungen ergeben sich vor allem auf Grund der Witterungsbedingungen und dem davon abhängigen Bekämpfungsaufwand. Durch die Bekämpfung reduziert sich die Belastung durch die Stechmückenplage bis zu 99 % bei den großflächig bekämpften Mückenarten. Für die Bekämpfung der Hausschnaken, die im Einzugsbereich auch in erheblichem Ausmaß auftreten können, ist man auf die Mitarbeit der Bevölkerung angewiesen, die durch aufklärende Maßnahmen sowie kostenlose Bereitstellung von biologischen Wirkstoffen in Form von Tabletten in den Gemeinden gewährleistet wird. Im Einzugsgebiet liegen darüber hinaus viele kleinere und größere Natur- und Landschaftsschutzgebiete.

## Problematik

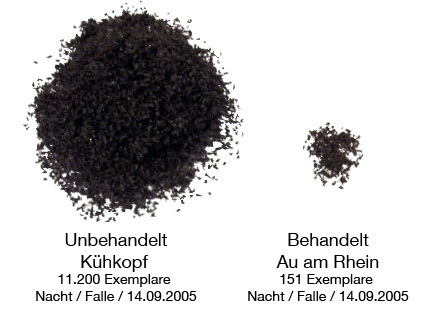
Weibliches Stechmückenaufkommen ohne Bekämpfung (Tabuzone Kühkopf, 11.200 Mücken) und mit Bekämpfung (Au am Rhein, 151 Mücken) gemessen durch Nachtfallen am 14. September 2005

Die Aedes vexans kann in einem Jahr mehrere Generationen von Stechmücken mit enormen Populationszahlen erzeugen. In der Nähe der Brutstätten selbst kann dabei der Bedarf an Wirtstieren zumeist nicht gedeckt werden, was zu Wanderungsbewegungen führt, die massive Vorkommen in einer Entfernung von bis zu 30 km vom Schlupfort möglich machen, was im dichtbesiedelten Gebiet des Oberrheins zu erheblichen Belästigungen der Bevölkerung führt.
Zugleich stellen die Auwaldlandschaften, die Uferdeiche und Überschwemmungsgebiete ein natürliches Naherholungsgebiet für die umliegende Bevölkerung dar, so dass auch andere Arten wie die Auwaldschnaken zur erheblichen Belästigung werden können, da zudem land- und forstwirtschaftliche Nutzung auch zu einem Rückgang natürlicher Fressfeinde führen.
Im Einzugsbereich der Schnakenbekämpfung bestehen zudem in Siedlungsbereichen ideale klimatische Bedingungen für die Stechmücken Culex pipiens (Hausschnake oder Gemeine Stechmücke) und die Culiseta annulata (Ringelmücke oder Große Hausmücke), deren Weibchen zudem in Kellern und ähnlichen Räumen überwintern.
Als Krankheitsüberträger (Vektoren) spielen Stechmücken in Deutschland wie am Oberrhein epidemiologisch keine Rolle. Gleichwohl wird schon auf Grund des vereinzelten Vorkommens invasiver Stechmückenarten ein besonderes Augenmerk auf die Vektorkontrolle gelegt.

## Geschichte
Die Rheinbegradigung hatte unter anderem zum Ziel, das durch Anopheles-Mücken übertragene Sumpffieber, so die deutsche Bezeichnung der Malaria, einzudämmen.
Die Geschichte der kommunalen Bekämpfung der Stechmückenplage in elsässischen, hessischen, rheinlandpfälzischen und baden-württembergischen Rheinanliegergemeinden beginnt 1910 mit der Gründung einer ersten gemeindeübergreifenden Aktionsgemeinschaft unter dem Namen Vereinigung zur Bekämpfung der Stechmücken- und Schnakenplage mit Sitz in Mannheim. In vielen Gemeinden war ein Aufenthalt im Freien vom Frühjahr bis zum Herbst kaum möglich. Zu dieser Zeit wurden Larven im vierten Stadium, vor allem aber die Stechmückenpuppen durch Ausbringen von Petroleumderivaten (zum Beispiel Saprol) auf Wasseroberflächen bekämpft. Die Imagines, also die flugfähigen Stechmücken, wurden im Winter mit Rauch und Pestiziden, unter anderem dem Floria-Insektizid, bekämpft. 1936 benannte sich die Arbeitsgemeinschaft in Vereinigung zur Bekämpfung der Stechmückenplage um. Bis in die 1950er Jahre waren zudem die Bürger durch polizeiliche Verordnungen unter Strafandrohung verpflichtet, Maßnahmen wie die Insektizidbehandlung von Kellern durchzuführen. Auch in anderen Rheinanliegerregionen kam es zu relativ erfolglosen Bekämpfungsversuchen, so 1930 in Karlsruhe und nach 1945 in Straßburg.
Nach dem Zweiten Weltkrieg gab es erste Versuche, gefolgt von großflächiger Bekämpfung ab 1973 in Zusammenarbeit mit der BASF zuerst zwischen Speyer und Germersheim. Viele kleinere Rheinanliegergemeinden und Städte hatten zuvor einen erheblichen Bevölkerungszuwachs erfahren und vor allem die aus anderen Regionen und Städten zugezogene Bevölkerung forderte nach witterungsbedingt starken Befallsjahren Anfang der 1970er Jahre eine Eindämmung der Plage. Bei der großflächigen, flugunterstützten Bekämpfung mit Insektiziden wurden jedoch nicht nur die Rheinschnaken (Aedes vexans) erfasst. Auswirkungen auf das Ökosystem vor allem auch der unter Natur- und Landschaftsschutz stehenden Teile der Auenlandschaft verlangten nach einer artspezifischen und -sensitiven, naturnahen Bekämpfung. Diese sollte sowohl den Bedürfnissen der Bevölkerung nachkommen als auch den ökologisch notwendigen Grundbestand an Rheinschnaken gewährleisten.
1976 kam es zur Gründung eines kommunalen Verbandes, der schon bald in Zusammenarbeit mit der Universität Heidelberg ökologisch sinnvollere Bekämpfungsmethoden einführte. In den ersten Jahren kamen dabei in Ablösung der chemischen Bekämpfung mit Insektiziden, physiologische Methoden zum Einsatz und nach ersten Versuchen Anfang der 1980er Jahre ab 1984 verstärkt biologische Bekämpfungsmittel. Der Verband wuchs dabei mit den Jahren beständig, um schließlich von Bingen und Mainz im Norden und bis an die Schweizer Grenze auf einer Gesamtlänge von rund 300 km links- und rechtsrheinisch die Plage einzudämmen. Der Verbund diente als Vorbild für Bekämpfungsmaßnahmen in weiteren Regionen Deutschlands mit Feuchtgebieten (Chiemsee, Elbe, Oder) und einhergehenden Stechmückenplagen. Auch außerhalb von Deutschland wurden in Kooperation Bekämpfungsmaßnahmen eingeführt, so zum Beispiel im Ebrodelta und im Llobregatdelta in Spanien. Die European Mosquito Control Association wurde 1998 gegründet und hat ihren Sitz wie auch die Kommunale Aktionsgemeinschaft zur Bekämpfung der Schnakenplage, kurz KABS, in Waldsee.
Ausgedehnte Waldgebiete wie der Bienwald in der Südpfalz gehören heute auch zum Bekämpfungsgebiet. Auf französischer Seite des Flusslaufs im Elsass finden unabhängig davon Bekämpfungsmaßnahmen statt.
Bis Mitte der 1970er Jahre spielten ökologische Erwägungen kaum eine Rolle. Heute ist das Bekämpfungsziel, einen vertretbaren Interessenausgleich zwischen Naturschutz und dem Wunsch der Menschen auf Eindämmung der Plage zu erzielen, wie es auch der Paragraph 2 Aufgaben der Vereinssatzung der zuständigen Arbeitsgemeinschaft zum Ausdruck bringt: „Aufgabe der KABS ist die Eindämmung der Schnakenplage unter Schonung der Umwelt mit ökologisch vertretbaren Mitteln.“. Unter dieser Maßgabe werden die Insekten in ökologisch wertvollen Zonen, auch unter Berücksichtigung von Siedlungsnähe in sogenannten Tabuzonen, weniger bis gar nicht bekämpft.

## Kontroll- und Bekämpfungskonzept
→ Siehe auch Stechmücken, Aedimorphus vexans, Gemeine Stechmücke und Ringelmücke zur Biologie und Lebensweise.

→ Siehe auch Kommunale Aktionsgemeinschaft zur Bekämpfung der Schnakenplage zur Durchführung der Kontrolle und Bekämpfung.
Ein wesentlicher Faktor für die Ausarbeitung von nachhaltigen und umweltbewussten Kontroll- und Bekämpfungskonzepten setzt eine Abstimmung und Erkenntnis zu den Besonderheiten der jeweils bekämpften Stechmückenart voraus. Im Einzugsgebiet der Schnakenbekämpfung gehört die Aedes vexans (Rheinschnake) zur am stärksten auftretenden Art, die bis zu 80 % der Plage ausmacht. Sie gehört zum Typus der Überschwemmungsmücken, die sich dadurch auszeichnen, dass die Eier der vorherigen Stechmückengeneration durch Überschwemmungen in Kontakt mit Wasser treten und ihre embryonale Entwicklung starten. Bei den auch bekämpften Waldschnaken reichen Temperaturen ab vier Grad Celsius, so dass diese häufig bereits im Februar und März mit den ersten Überschwemmungen schlüpfen, wohingegen Rheinschnaken höhere Temperaturen ab mindestens zehn Grad Celsius benötigen. Nach dem Schlüpfen entwickelt sich die Stechmücke durch vier Larvenstadien zur Puppe. Aus dieser schlüpft dann die flugfähige Imago als eigentliche Mücke, wobei nur die Weibchen als Stechmücke zu bezeichnen wären, da diese nach Besamung Blut zur Produktion der Eier benötigen. Die aedes vexans ist zudem polyzyklisch und kann im Extremfall in Abhängigkeit von klimatologischen Bedingungen bis zu zehn Generationen in einem Jahr erzeugen. Die Entwicklung von drei bis vier Populationen im Einzugsgebiet ist dabei durchaus normal.
Für die Bekämpfung der Gemeinen Stechmücke und der Ringelmücke muss dagegen auf die Mithilfe der Bevölkerung gesetzt werden, da Lebenszyklus und Lebensweise diesen Stechmücken ihre Verbreitung in der häuslichen Umgebung gestatten. So gehört eine regelmäßige Aufklärung der Bevölkerung über vorbeugende Maßnahmen sowie die kostenlose Bereitstellung von Bekämpfungsmitteln zum Kontroll- und Bekämpfungskonzept.

## Naturschutzgebiete im Einzugsgebiet (Auswahl)

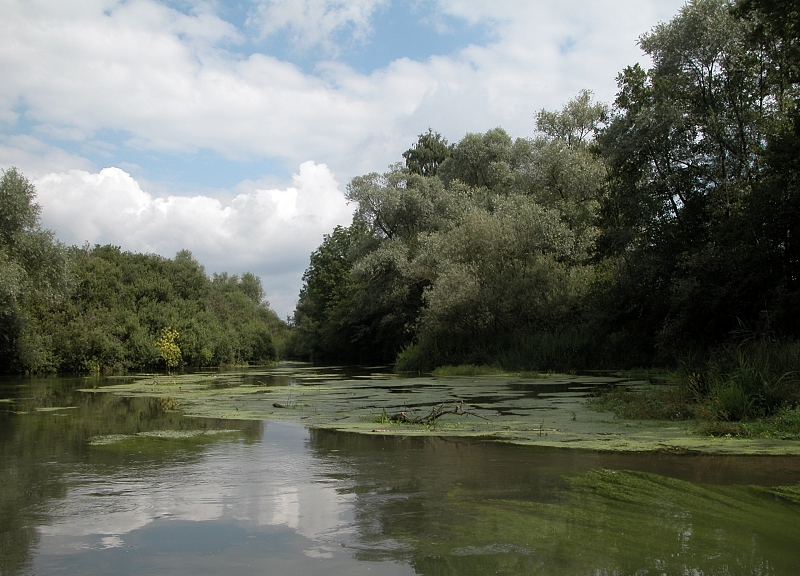
Taubergießen

- Hördter Rheinaue
- Rheinauen
- Kühkopf-Knoblochsaue
- Mariannenaue
- Taubergießen
- Wormser Ried

## Landschaftsschutzgebiete im Einzugsgebiet (Auswahl)
- Bienwald (Naturschutzgroßprojekt)
- Pfälzische Rheinauen